# Болсбридж

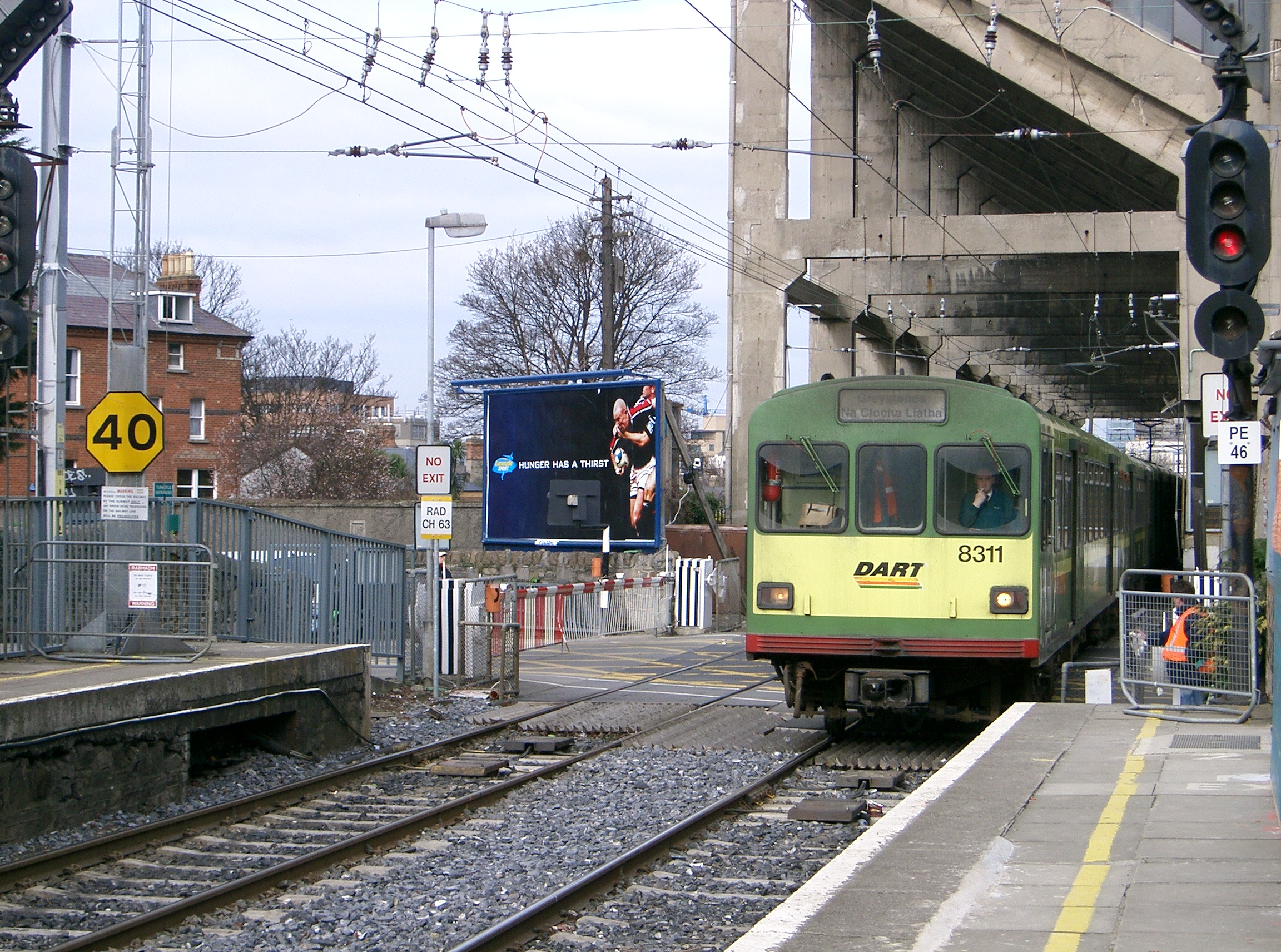

Болсбридж (англ. Ballsbridge; ирл. Droichead na Dothra) — городской район Дублина в Ирландии, находится в административном графстве Дублин (провинция Ленстер).
Здесь находится Церковь Святого Варфоломея XIX века, известная своими хорами.